# テキシキアック
テキシキアック（Tequixquiac）は、メキシコ合衆国のメヒコ州北部にある都市、基礎自治体。人口は3万3907人（2010年）。メキシコシティの85km北に位置している。